# Walser

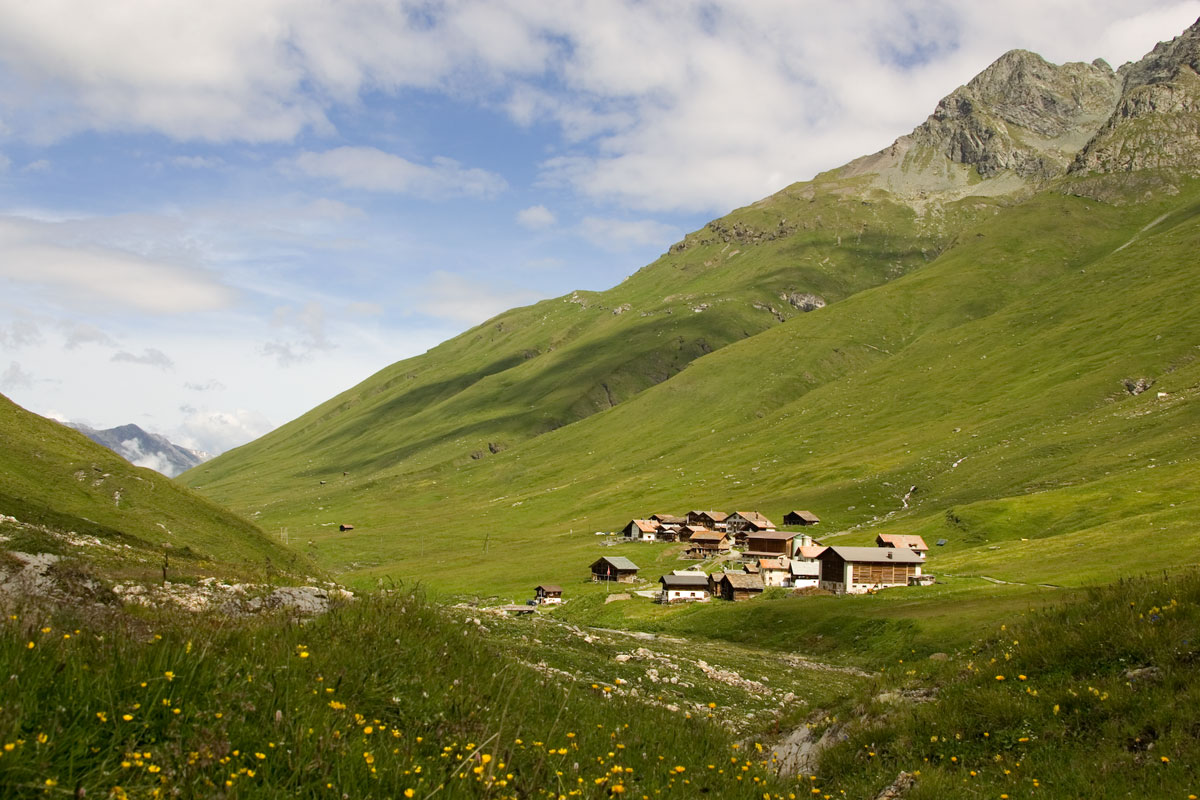
Walsersiedlung Juf, der höchstgelegene dauernd besiedelte Weiler Europas

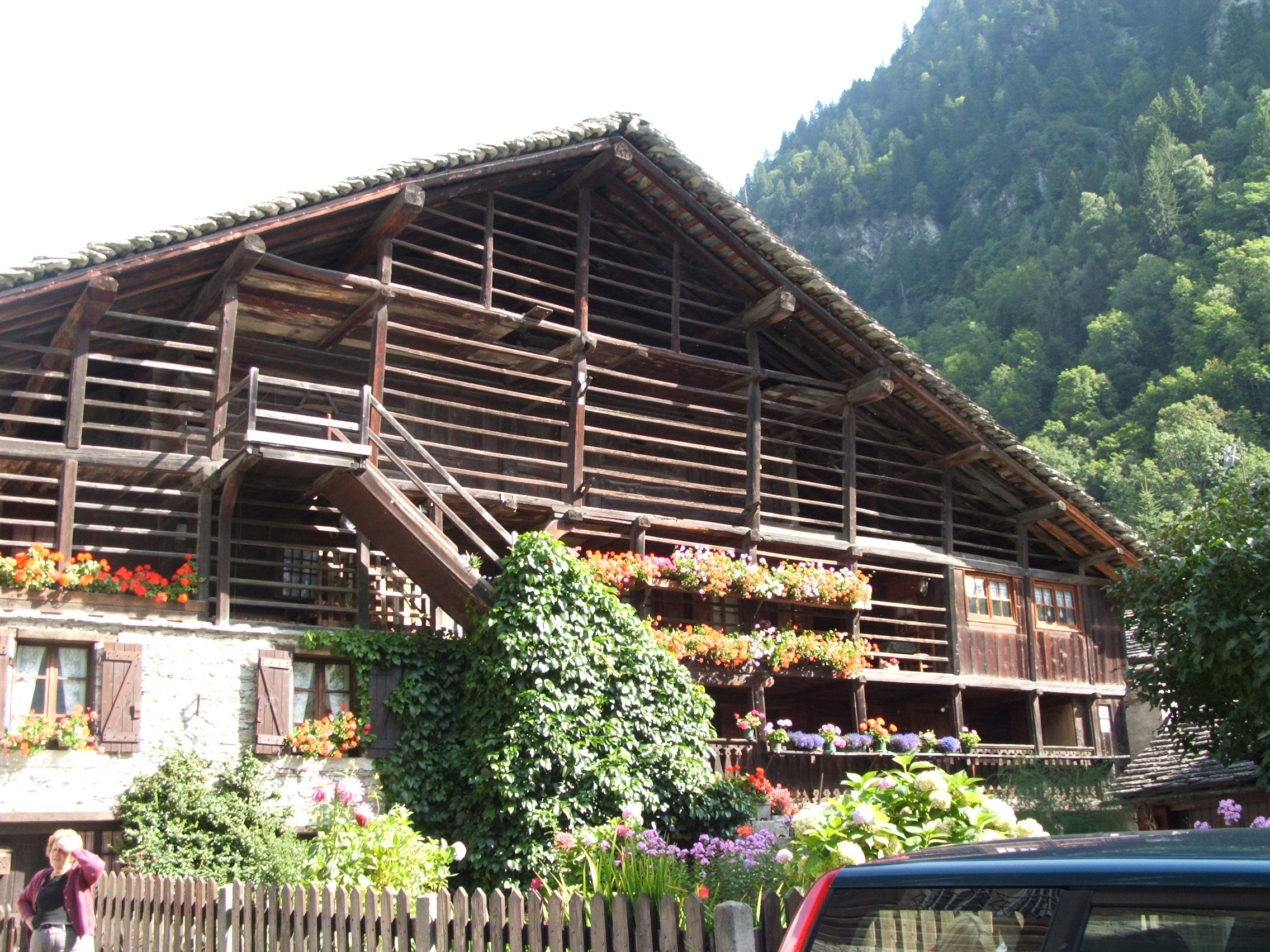
Walserhaus in Alagna Valsesia, mit vorgebauten «Lauben» zum Trocknen des Heus

Die Walser (rätoromanisch Gualsers) sind eine alemannische Volksgruppe im Alpenraum. Ab dem späten Hochmittelalter besiedelten sie, ausgehend vom Oberwallis, hauptsächlich Alpengebiete im schweizerischen Bündnerland, im oberitalienischen Piemont und Aostatal, in Liechtenstein, im österreichischen Vorarlberg und angrenzenden Tirol sowie vereinzelt auch im Berner Oberland, in Savoyen, in Bayern und anderswo. Auf einer Länge von rund 300 km im Alpenbogen verteilen sich heute noch rund 150 Walsersiedlungen.
Die Nachfahren der Walser sprechen vielerorts Walserdeutsch, einen höchstalemannischen Dialekt.

## Geschichte
Im 9. Jahrhundert erreichten die Alemannen auf ihrer Wanderung vom Berner Oberland her das Goms im Wallis und besiedelten nach und nach das obere Rhonetal. Im 13. und 14. Jahrhundert verliessen einzelne Gruppen dieser Alemannen das Rhonetal und dessen Seitentäler und zogen in weitere hochgelegene Talstufen der Alpen, in Graubünden etwa das Safiental, mit der höchstgelegenen Safiersiedlung Ober Camana auf 1791 m ü. M.
Die historischen Hintergründe der Walserwanderung sind bis heute nicht völlig geklärt. Eine Ursache für die mittelalterlichen Walserwanderungen könnten der wachsende Bevölkerungsdruck und die Suche nach neuen landwirtschaftlichen Anbauflächen gewesen sein. Die Walserwanderungen stehen hier in einem ähnlichen Kontext wie die deutsche Ostsiedlung. Die Walser entwickelten Techniken, die auch das Bewirtschaften von hochgelegenen Bergregionen ermöglichten. In höchster Bergstufe wurden Feldställe im Sommer mit Heuvorräten gefüllt und mit dem Vieh von Futterplatz zu Futterplatz gezogen, mit bis zu 14 Umzügen pro Jahr. In Einzelsennereien hatte jede Familie ihre eigene Käserei mit einer «Stupa» für die Leute und einer «Hütta» für das Vieh. Hauptprodukt war der Ziger. Die Herrscher der betreffenden Gebiete förderten diese Besiedlung durch Steuerbefreiung und Vergabe besonderer Kolonistenrechte. Somit bot die Neuerschliessung von Land den Walsern die Möglichkeit zur Befreiung aus der feudalen Leibeigenschaft. Die Walser wurden wegen ihrer eigenen Rechtsverfassungen auch «Freie Walser» genannt. Insbesondere aus dem Walserdorf Gressoney stammende Walser wurden seit dem 16. Jahrhundert in der Deutschschweiz und in Süddeutschland als Hausierer, Wanderhändler und später niedergelassene Kaufleute bekannt.
Eine Darstellung der Umbruchzeiten der Bergbauernregionen und der Walser wurde Anfang der 1980er-Jahre in der 9-teiligen TV-Produktion Die fünfte Jahreszeit mit Dietmar Schönherr verfilmt. Der Vorarlberger Schriftsteller Adalbert Welte hat die Walserwanderung verschiedentlich literarisch verarbeitet.

### Die Wanderungen der Walser
Die Wanderungen der Walser wurden durch das zu dieser Zeit herrschende milde Klima begünstigt. Ihre Wanderungen führten unter anderem nach Norden ins Berner Oberland und nach Westen ins französische Chablais. Vor allem aber zog es die Walser nach Süden in hochgelegene piemontesische Alpentäler sowie in mehreren Schüben Richtung Osten. Sie besiedelten abgelegene Gegenden des Bündner Oberlands, das Rheinwald sowie das obere Landwassertal und von dort aus weitere entlegene Gegenden des Kantons Graubünden, z. B. das Safiental. Des Weiteren besiedelten sie das Weisstannental im St. Galler Oberland, die höchstgelegenen Regionen Liechtensteins, hochgelegene Täler in Vorarlberg und vereinzelte Gegenden im Tirol.
Nachfolgend eine Liste der im Zuge der Walserwanderungen besiedelten Gebiete:
- zwar zum Wallis gehörend, aber erst im Zuge der Walserwanderungen besiedelt wurden die jenseits der Wasserscheide gelegenen Gemeinden Simplon und Gondo
- im Berner Oberland:
  - Lauterbrunnen, Mürren, Planalp, aber auch vereinzelte Vorposten im Berner Mittelland sowie im Solothurner Jura
- in den savoyischen Alpen:
  - Vallorcine sowie Les Allamands bei Samoëns und Les Allamands bei Morzine
- die italienischen Alpentäler südlich und östlich des Monte-Rosa-Massivs:

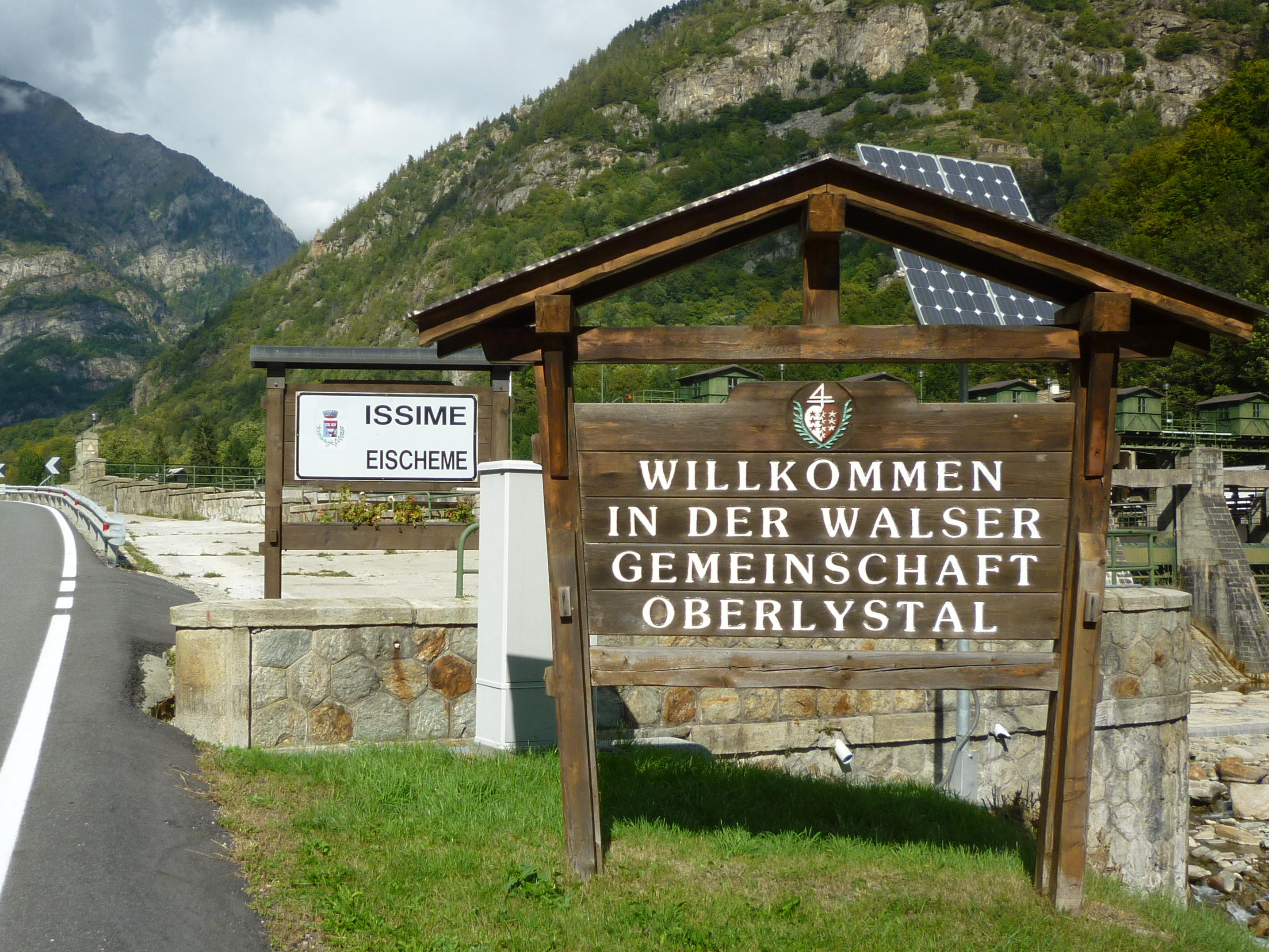
Hinweisschild auf die Walsergemeinschaft und zweisprachige Ortstafel am Ortseingang von Issime

  - Hinweisschild auf die Walsergemeinschaft und zweisprachige Ortstafel am Ortseingang von Issime in der Region Aostatal: Gressoney: Gressoney-La Trinité (walserdeutsch Greschunei Oberteil), Gressoney-Saint-Jean (wdt. Greschunei Underteil und Mettelteil), Issime (wdt. Eischeme), Niel ob Gaby, Cunéaz in der Val d’Ayas sowie Gettaz-des-Allemands über Champdepraz
  - in der Provinz Vercelli: Alagna Valsesia (wdt. Im Land), Rima (wdt. Arimmu; heute zu Rima San Giuseppe), Rimella (wdt. Remmalju), Riva Valdobbia (wdt. Rifu)
  - in der Provinz Verbania-Cusio-Ossola: Formazza (wdt. Pomatt), Macugnaga (wdt. Z Maggana), Salecchio, Agaro und Ausone (wdt. Saley, Ager, Opsu; heute zu Premia), Ornavasso (wdt. Urnafasch), Migiandone, Campello Monti (wdt. Ggampel; heute zu Valstrona)
- im Kanton Tessin die Gemeinde Bosco/Gurin (wdt. Gurin)
- weite Gebiete des Kantons Graubünden:
  - Rheinwald mit Sufers, Splügen, Nufenen und Hinterrhein, überdies Avers
  - Obersaxen, Vals, St. Martin
  - Safiental (Safien und Tenna), Valendas, Versam, Tschappina
  - Mutten
  - das obere Landwassertal mit Davos und Jenisberg (Gemeinde Bergün Filisur)
  - das obere Schanfigg (Arosa, Langwies) und Praden; der Walserdialekt in den Gemeinden des mittleren und unteren Schanfiggs inklusive Tschiertschen hingegen beruht auf späterer Germanisierung der romanischen Bevölkerung
  - die höher gelegenen Gebiete des Prättigaus (Valzeina, Furna, St. Antönien, Klosters); der Walserdialekt in den andern Gemeinden des Prättigaus hingegen beruht auf späterer Germanisierung der romanischen Bevölkerung
- von Graubünden aus:
  - Palfries in der Gemeinde Wartau im Kanton St. Gallen
  - Triesenberg und Planken in Liechtenstein
  - Calfeisental, Weisstannental und Taminatal im Kanton St. Gallen
  - Vorarlberg: Großes Walsertal, Kleines Walsertal, Tannberg (Hochtannberggebiet) mit Schröcken, Lech und Warth, Brand, Bürserberg, Dünserberg, Schnifnerberg, Thüringerberg, Nenzingerberg,  Ebnit, Laternsertal, Damüls und Silbertal
  - Tirol: Galtür im Paznaun, Steeg im Lechtal

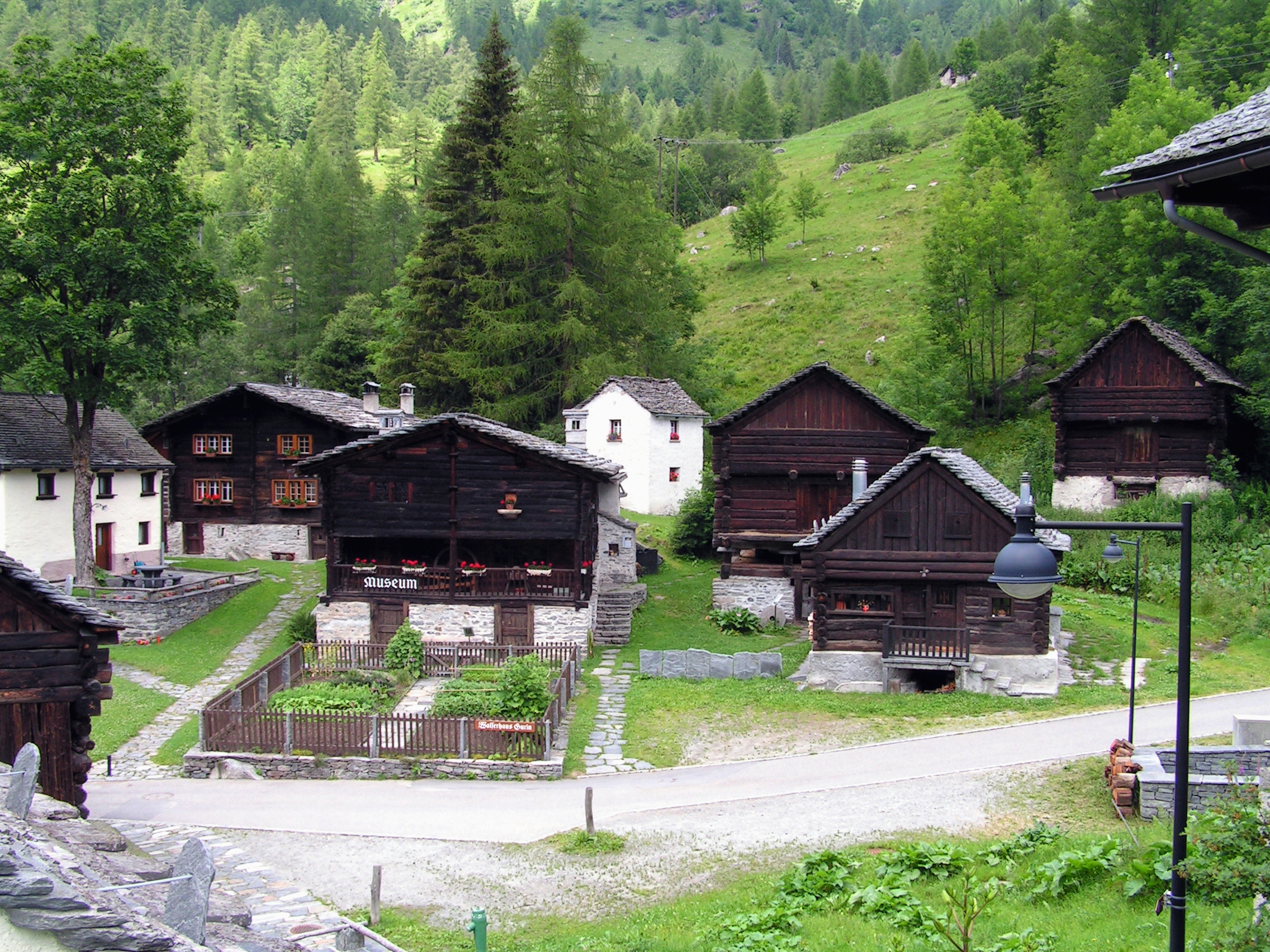
Impression aus Bosco/Gurin, Kanton Tessin

  - Bayern: Gerstruben im Allgäu.

## Sprache
Die Kultur und Sprache der Walser ist zum Teil noch heute lebendig geblieben; der höchstalemannische Dialekt hebt sich von den hochalemannischen Dialekten der Bündner und den mittelalemannischen Dialekten der Vorarlberger Umgebung stark ab. Typisches, das Walserdeutsche definierende Merkmal ist der sch-Laut in Wörtern wie schi «sie» (Singular und Plural), böösch/beesch «böse», ünsch/iisch «uns», Müüsch/Miisch «Mäuse», Hüüscher/Hiischer «Häuser». Weitere Züge des Walserdeutschen sind allgemeinere west- oder südwestalemannische Dialektmerkmale, die sich aber in Graubünden und Vorarlberg deutlich von den Merkmalen der dortigen südostalemannischen Dialekte abheben, so dass dort auch diesen ein definierender Charakter zukommt. Dazu gehören etwa die Präsensformen er geit/gäit, schteit/schtäit «er geht, steht» (so auch im Berndeutschen, in den benachbarten nicht-walserischen Dialekten jedoch er gaat/goot, schtaat/schtoot) oder der zweisilbige Plural der starken Maskulina wie Taga, Tage «Tage» (in den benachbarten Dialekten jedoch apokopiert und auch oft umgelautet Taag oder Tääg). Dasselbe gilt für zu /ch/ verschobenes anlautendes /k/ wie in Chind «Kind», das zwar ein weit verbreitetes Merkmal der hochalemannischen Dialekte ist, aber in den benachbarten Dialekten des Churer Rheintals, Liechtensteins und Vorarlbergs nicht vorkommt.
Die Bewohner der Walserdörfer im Kanton Graubünden heben sich sprachlich besonders dort hervor, wo in der Umgebung Rätoromanisch gesprochen wird. So wird etwa in der Gemeinde Obersaxen Deutsch gesprochen, während im gesamten restlichen Gebiet des Vorderrheins grossmehrheitlich die rätoromanischen Dialekte verbreitet sind.

## Internationales Walsertreffen

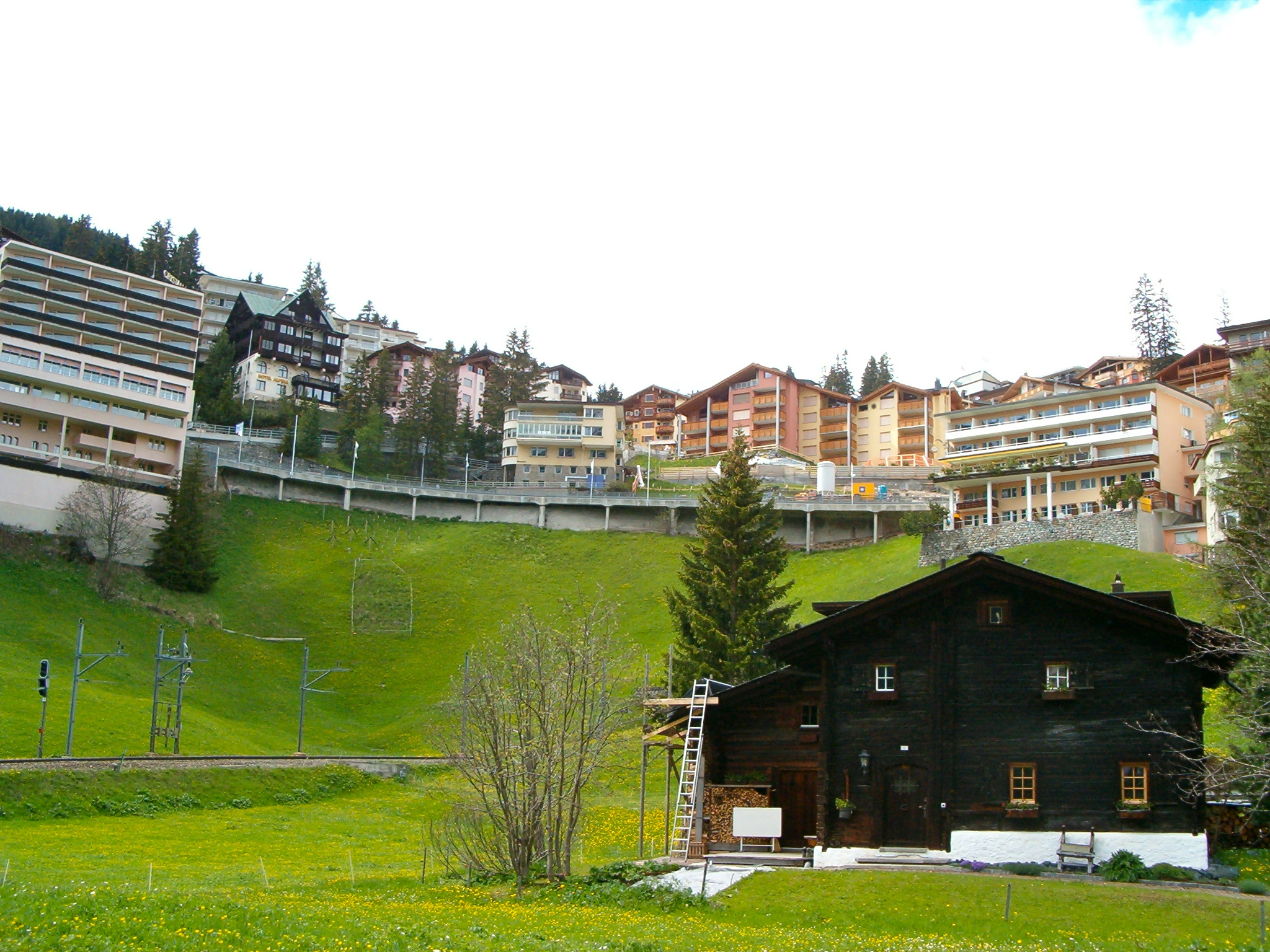
Walserhaus im touristischen Umfeld von Arosa, dem Austragungsort des Internationalen Walsertreffens 2016

Seit 1962 führt die Internationale Vereinigung für Walsertum (IVfW) alle drei Jahre ein internationales Walsertreffen durch. Hauptzweck der Zusammenkünfte ist die regelmässige Pflege des gemeinsamen Kulturerbes an verschiedenen Siedlungen mit walserischem Hintergrund. Die Treffen fanden an den folgenden Orten statt:
1. 1962 Saas Fee
2. 1965 Triesenberg
3. 1968 Gressoney
4. 1971 Klosters
5. 1974 Brand
6. 1977 Brig-Glis
7. 1980 Triesenberg
8. 1983 Alagna
9. 1986 Mittelberg
10. 1989 Davos
11. 1992 Saas Fee
12. 1995 Lech
13. 1998 Gressoney
14. 2001 Brig
15. 2004 Galtür
16. 2007 Alagna
17. 2010 Triesenberg
18. 2013 Großes Walsertal
19. 2016 Arosa
20. 2019 Lötschental
21. 2022 Ornavasso
22. 2025 Lech